# Los gallos de la madrugada
Los gallos de la madrugada es una película española de 1971 dirigida por José Luis Sáenz de Heredia en su última etapa. Se trata de un drama mezclado con la intriga de un crimen cometido en un pueblo marinero protagonizado por Concha Velasco, Fernando Fernán Gómez, Alfredo Mayo y Tony Isbert.

## Sinopsis
Tras hacer el servicio militar, Paco (Tony Isbert) regresa a su pequeño pueblo de pescadores y se encuentra con que su padre (Alfredo Mayo) se ha emparejado con la joven y atractiva Lola García (Concha Velasco), y la ha instalado en su casa.
Lola es hermosa, sin cultura pero con un descaro y sentido de la modernidad que, en ocasiones, despierta las pasiones de los hombres del pueblo y la ira de las mujeres.
Una noche, Paco descubre a Lola besando a un hombre que no es su padre, y se enzarza con ella en una pelea. A la mañana siguiente aparece en la playa el cadáver de la joven, recayendo todas las sospechas en Paco.

## Fondo
La película está narrada a través de una sucesión de "flashbacks" mientras el sargento de la guardia civil (José María Escuer) y el juez (Manuel Díaz González) interrogan a los sospechosos y resuelven el caso.
Entre las toscas y populares comedias de su última etapa como realizador (Don Erre que erre, Cuando los niños vienen de Marsella), José Luis Sáenz de Heredia tuvo tiempo para dirigir esta cinta tragicómica con envoltorio marinero, toques "picantes" y gran carga de suspense.
Uno de los varios aspectos destacados del film es la excelente descripción de sus personajes, entre los que destacan Fernando Fernán Gómez (el afilador), Tony Isbert (Paco) y Concha Velasco (Lola García, el único personaje al que se intenta dignificar concediéndole el privilegio de ser el único del que sabemos su apellido).
De gran impacto popular en su momento, es especialmente recordada por la sensual interpretación de Concha Velasco, en la que fuera su décima y última colaboración con el director José Luis Sáenz de Heredia tras El indulto, La verbena de la Paloma, Historias de la televisión, Pero... ¿en qué país vivimos?, Relaciones casi públicas, Juicio de faldas, Me debes un muerto, El alma se serena y La decente.

## Reparto completo
- Lola García - Concha Velasco
- Afilador - Fernando Fernán Gómez
- Padre - Alfredo Mayo
- Paco - Tony Isbert
- Sargento de la guardia civil - José María Escuer
- Juez - Manuel Díaz González
- Pescador anciano - Juan Antonio Elices
- Conductor de autobús - Adrián Ortega
- Médico - Enrique Vivó
- Mujer del tabernero y jueza de paz (Ramona) - Pilar Gómez Ferrer
- Contrabandista - Rafael Hernández
- Militar de EE. UU. - Charles Stalnaker
- Tabernero (Manolo) - José Sazatornil

## Localizaciones
Los exteriores se rodaron en los pueblecitos de la cinematográfica provincia de Almería, concretamente en Las Negras, Rodalquilar y Cabo de Gata, del hoy parque natural Cabo de Gata-Níjar, reflejando muy bien su arquitectura popular y su ambiente.

## Banda sonora
En la película suena la música de Ernesto Halffter, una canción cantada por el cantante sueco afincado en España Sergio Krumbel, y también se escuchan varios temas por la radio, entre ellos uno de Manolo Escobar dedicado a Almería, que en un guiño es tarareado por el personaje de Concha Velasco.